# Синій оксамит
Си́ній оксами́т (англ. Blue Velvet) — четвертий повнометражний фільм американського режисера Девіда Лінча, знятий 1986 року у жанрі трилеру.

## Історія створення
Після не надто вдалого, за відгуками критики та аудиторії, фільму «Дюна», Девід Лінч перебував у тривалій депресії. Через півтора року творчих пошуків, Лінч узявся за написання нового сценарію. По допомогу у створенні фільму він звернувся до продюсера Діно де Лаурентіса. Ознайомившись зі сценарієм, продюсер прийняв ідею Лінча, висунувши одну умову — бюджет фільму має не перевищувати суму в $7 млн. Для цього потрібно було значно скоротити витрати на зйомки та зменшити гонорар за режисерську діяльність. Лінч прийняв умови, зазначивши лише, що він хоче здійснювати весь монтаж фільму власноруч. Відтак, почалася робота над фільмом. Відзнята стрічка тривала 4 години, і Лінчеві довелось вирізати деякі сцени, скоротивши тривалість фільму вдвічі.

## Сюжет
Після тривалої відсутності юнак Джефрі повертається до рідного містечка. Причина — інсульт батька. Повертаючись із лікарні, де Джефрі навідував батька, він знаходить у траві відрізане людське вухо.
Джефрі відразу ж звертається до поліції, котра після не надто ґрунтовних пошуків закриває розслідування. Проте юнак не покидає справу, вдаючись до власного несанкціонованого розслідування. Ентузіазмові хлопця у розслідуванні всіляко сприяє дочка поліцейського Сенді. В ході ознайомлення зі справою вони дізнаються, що в їхньому маленькому містечку відбуваються темні та кримінальні речі. Виявляється, що це безпосередньо пов'язано із молодою парою — співачкою Дороті Вілльямс та її чоловіком — торговцем наркотиками. Між Джефрі та Дороті зав'язуються небезпечні та дивні стосунки.
«Я не знаю, чому це повинно було бути саме вухо. Це могла би бути будь-яка інша відкрита частина людського тіла, отвір, що веде до іншої частини тіла… Вухо — частина голови. І через нього можна проникнути одразу в людський розум. Тому вухо й було ідеальним варіантом…» — коментує Девід Лінч.

## Акторський склад
| Актор               | Роль                  |
| ------------------- | --------------------- |
| Ізабелла Росселліні | Дороті Валленс        |
| Кайл Маклахлен      | Джеффрі Бомонт        |
| Денніс Гоппер       | Френк Бут             |
| Лора Дерн           | Сенді Вільямс         |
| Гоуп Ленґ           | Пем Вільямс           |
| Дін Стоквелл        | Бен                   |
| Джордж Дікерсон     | детектив Джон Вільямс |
| Прісцилла Пойнтер   | місіс Френсіс Бомонт  |
| Франсіс Бей         | тітка Барбара         |
| Бред Дуріф          | Реймонд               |
| Джек Ненс           | Пол                   |

## Цікаві факти
- Анджело Бадаламенті з'явився у фільмі в ролі піаніста в «Слов Клаб».
- У цьому фільмі є своєрідні алюзії на серіал «Твін Пікс». До прикладу, епізод, у якому Одрі підглядає з шафи в серіалі «Твін Пікс» — дзеркальне відображення подібного епізоду в «Синьому оксамиті».
- Епізод з оголеною та зґвалтованою Дороті в кінці фільму — це відображення спогадів Лінча з дитинства: подібну картину він бачив із братом.
- Після «Синього оксамиту» Лінч збирався зняти фільм «Ронні Роккет», але у зв'язку з банкрутством компанії Діно Де Лаурентіса цей проєкт ніколи не було реалізовано.
- На італійському постері «Синього оксамиту» зображено сцену в більярдній, котра так і не увійшла в остаточний варіант стрічки.

## Нагороди (всі 1987)
- Міжнародний фестиваль фантастичних фільмів в Аворіазі:
  - Гран-прі — Девід Лінч
- Премія «Незалежний дух»:
  - Найкраща акторка — Ізабелла Росселліні
- Премія Національної спілки кінокритиків США:
  - Найкращий режисер — Девід Лінч
  - Найкраща операторська робота — Фредерік Елмс
  - Найкращий актор другого плану — Денніс Гоппер

## Номінації (всі 1987)
- Премія «Оскар»
  - Найкращий режисер — Девід Лінч
- Премія «Золотий глобус»
  - Найкращий сценарій — Девід Лінч
  - Найкращий актор другого плану — Денніс Гоппер
- Премія «Незалежний дух»
  - Найкращий режисер — Девід Лінч
  - Найкраща операторська робота — Фредерік Елмс
  - Найкращий сценарій — Девід Лінч
  - Найкращий фільм — Фред Карузо (продюсер)
  - Найкращий актор — Денніс Гоппер
  - Найкраща акторка — Лора Дерн